# Дэй, Марселин
Марселин Дэй (англ. Marceline Day, настоящее имя — Марселин Ньюлин (англ. Marceline Newlin); 1908—1990) — американская киноактриса, чья карьера началась в детстве в 1910-е годы и закончилась в 1933 году.

## Биография
Марселин родилась в 1908 году в Колорадо-Спрингс, штат Колорадо, США. Она была младшей сестрой актрисы Элис Дэй (Alice Day). Карьера актрисы началась у Марселин, ещё подростком, она вместе с сестрой появилась в комедийной короткометражке Мака Сеннета «Выбор персиков». Чуть позже в том же году она играла у Дела Лорда в фильме «Черные оксфорды»; и в том же, дебютном году юная актриса сыграла и ещё в нескольких короткометражных комедийных фильмах.
Постепенно её роли приобретали все большую значимость, и вскоре Марселин играла на одной площадке с такими именитыми актёрами, как Норман Керри, Джон Бэрримор, Лон Чейни. В 1926 году ей посчастливилось стать одной из 13 юных звёзд рекламной кампании «WAMPAS Baby Stars»; именно это помогло Марселин получить в 1927 году роль в исторической драме Алана Кросленда «Любимый мошенник» (The Beloved Rogue), где молодая актриса и встретилась на съемочной площадке с великим актёром Джоном Бэрримором.
Свою последнюю роль в кино Марселин Дэй сыграла в 1933 году; это был вестерн «Борьба Парсона». В том же 1933 ей пришлось сыграть и ещё в одном вестерне, ставшей довольно популярным — фильме Тенни Райта «Телеграф» о противостоянии индейцев «белым». Впрочем, карьера актрисы все же сошла на нет. После этого Марселин пробовала себя и как актриса на радио. После заката своей актёрской деятельности она неохотно говорила о своем прошлом ремесле и никогда не давала интервью.

## Личная жизнь
Актриса дважды выходила замуж — первым её мужем был продюсер Артур Дж. Клейн, повторно Марселин вышла замуж за Джона Артура в 1959 году.

## Смерть
Марселин Дэй умерла естественной смертью 16 февраля 2000 в Кафедрал-Сити, Калифорния в возрасте 91 года.

## Фильмография
- 1926 — Барьер / The Barrier — Ниша
- 1927 — Любимый разбойник/The Beloved Rogue
- 1927 — Лондон после полуночи / London After Midnight
- 1928 — Кинооператор / The Cameraman
- 1930 — Райский остров / Paradise Island
- 1930 — Солнечное небо / Sunny Skies
- 1931 — Покателло Кид / The Pocatello Kid
- 1931 — Безумный парад / The Mad Parade
- 1931 — Таинственный поезд / The Mystery Train
- 1932 — Крестоносец / The Crusader
- 1932 — Убийство короля / The King Murder
- 1932 — Бродвей в Шайенн / Broadway to Cheyenne
- 1932 — Сила закона / Arm of the Law
- 1932 — Боевой дурак / The Fighting Fool
- 1933 — Борьба Парсона / The Fighting Parson
- 1933 — По предварительной записи / By Appointment Only
- 1933 — Разрушенные жизни / Damaged Lives
- 1933 — Телеграф / The Telegraph Trail
- 1933 — Через пони экспресс / Via Pony Express